# Rezerwat przyrody Uroczysko Kramnik
Rezerwat przyrody Uroczysko Kramnik – florystyczny rezerwat przyrody położony w województwie warmińsko-mazurskim, w powiecie gołdapskim, w gminie Dubeninki, na terenie otuliny Parku Krajobrazowego Puszczy Rominckiej w nadleśnictwie Gołdap. Został utworzony w celu ochrony stanowisk rzadkich i reliktowych gatunków roślin, m.in. maliny moroszki (Rubus chamaemorus) oraz bagiennych zbiorowisk leśnych. Akt powołujący ukazał się w Dz. Urz. Województwa Warmińsko-Mazurskiego Nr 126, poz. 1715 z 22.11.2001 r.

## Flora
Na terenie rezerwatu wyróżniono 227 gatunków roślin naczyniowych. Wśród nich znalazły się m.in.:
- stokłosa Benekena (Bromus benekenii);
- kukułka Fuchsa (Dactylorhiza fuchsii);
- kukułka krwista (Dactylorhiza incarnata);
- kukułka plamista (Dactylorhiza maculata);
- rosiczka okrągłolistna (Drosera rotundifolia);
- bażyna czarna (Empetrum nigrum);
- kocanki piaskowe (Helichrysum arenarium);
- groszek błotny (Lathyrus palustris);
- bagno zwyczajne (Ledum palustre);
- widłak jałowcowaty (Lycopodium annotinum);
- widłak goździsty (Lycopodium clavatum)
- czworolist pospolity (Paris quadrifolia);
- dziewięciornik błotny (Parnassia palustris);
- biedrzeniec wielki (Pimpinella major);
- podkolan biały (Platanthera bifolia);
- podkolan zielonawy (Platanthera chlorantha);
- malina moroszka (Rubus chamaemorus);
- jeżogłówka najmniejsza (Sparganium minimum);
- czarcikęs łąkowy (Succisa pratensis);
- rutewka orlikolistna (Thalictrum aquilegiifolium).

## Fauna
Rezerwat stanowi ostoję łosi i bobrów, zachowanych dzięki powojennym intensywnym staraniom polskich przyrodników. Występuje tu także liczna populacja żurawi oraz płazów, w tym rzadkiego kumaka nizinnego.